# Случаят с петимата от окръг Юба
Случаят с петимата от окръг Юба е инцидент, при който група млади мъже от окръг Юба, Калифорния, САЩ, всеки от тях с леки интелектуални затруднения или психични отклонения, изчезват след баскетболен мач между колежански отбори в Калифорнийския държавен университет в град Чико в нощта на 24 февруари 1978 г. Четирима от тях – Бил Стърлинг (29 г.), Джак Хюет (24 г.), Тед Уайър (32 г.) и Джак Мадруга (30 г.) – по-късно са намерени мъртви; петият, Гари Матиас (25 г.), не е открит и до ден-днешен.
Няколко дни по-късно колата на мъжете – Мъркюри Монтего, модел 1969 г., собственост на Мадруга – е открита в отдалечен район на Националната гора Плумас, на черен път високо в планината и на много голямо разстояние от обратния им маршрут към окръг Юба. За полицията остава загадка защо возилото е изоставено там, понеже е в пълна изправност и лесно може да бъде избутано от снега, в който е заседнало. Извършеното първоначално издирване не дава никакви резултати и групата остава в неизвестност чак до юни 1978 г., когато са намерени телата на четирима от тях.

## Предистория
Петимата мъже се запознават чрез участието си в местната програма за хора с интелектуални затруднения и психически проблеми „Gateway Projects” (бълг. „Входни проекти”).
Единият от тях, Гари Матиас, развива проблем с наркотиците, докато служи в американската армия във ФРГ в началото на 70-те години, което довежда до диагностицирането му с шизофрения и по тази причина е освободен оттам. След като се връща при семейството си, той започва лечение в местна психиатрична болница. Началото е трудно, като на два пъти за малко не е арестуван заради нападения и често има периоди на умопомрачение, които го вкарват в местна болница за ветерани от армията. Към 1978 г. обаче той вече в продължение на две години се лекува извънболнично с два вида лекарствени препарати, които приема два пъти дневно и лекарите му го смятат за един от истински успешните си случаи.
Матиас се включва в „Gateway Projects” с цел да получава напътствия, които да му помогнат да остане чист от наркотиците. При едно от посещенията си там през юни 1977 г. неговият съветник му предлага да се присъедини към „Гейтуей Гейтърс”, баскетболния отбор, спонсориран от програмата, защото смята, че ще е добре за него да се сприятели с нови хора, а и за да им помогне да подобрят играта си.   Матиас приема и в последствие се сприятелява с останалите членове на тима – Уайър, Хюет, Стърлинг и Мадруга. Всички те имат известни интелектуални затруднения и живят при семействата си, които ги наричат с общото име „момчетата”. Петимата се събират често, обикновено за да играят или гледат баскетбол, а също така ходят и на боулинг.

## Изчезване
Предвидено е на 25 февруари „Гейтуей Гейтърс” да играят мач в Роклин, част от турнир, организиран от „Спешъл Олимпикс”. Наградата за победителя е безплатно пътуване до Лос Анджелис за уикенда и петимата мъже са силно амбицирани да спечелят срещата. В деня преди нея те се подготвят, като някои от тях дори вадят от гардероба екипите си и молят семействата си да ги събудят навреме. Същата вечер те решават да отидат до Чико, за да подкрепят баскетболния отбор на Калифорнийски университет – Дейвис при гостуването му на тима на Калифорнийски държавен университет. Родителите им не се притесняват, тъй като петимата са пътували заедно нееднократно до други градове, например Сакраменто, и не им се е случвало нищо лошо. Мадруга, единственият от групата с изключение на Матиас, който има шофьорска книжка, ги откарва на 80 км на север до кампуса на университета в своя Мъркюри Монтего. Въпреки ниските температури нощем в северната част на долината Сакраменто по това време на годината, мъжете носят само леки връхни дрехи, което показва, че не смятат да прекарват продължително време извън колата; всеки от тях има у себе си по не повече от 10 – 15 долара.
Срещата стартира в 19,45 ч.  и има поне един свидетел, който потвърждава, че е видял петимата сред публиката в залата. След като мачът свършва с победа на отбора на Дейвис, групата се качва в автомобила на Мадруга и отива до намиращ се наблизо супермаркет в центъра на Чико. Там мъжете купуват дребни неща за хапване, безалкохолни напитки и мляко в кутии. Това се случва малко преди десет вечерта, времето на затваряне на магазина; касиерката си спомня добре мъжете, понеже е раздразнена, че трябва да обслужи такава голяма група и това ще я забави да приключи касата за деня.
Никой от петимата не е видян жив по-нататък. Някои от техните родители ги чакат цяла нощ да се върнат и когато това не се случва, се свързват с полицията около 8 часа сутринта. Първоначалният им опит да подадат сигнал за изчезването им обаче не е приет, понеже всички в групата са пълнолетни и от предполагаемия момент на инцидента не са изминали 24 часа. Едва около 8 часа вечерта заявлението на близките им е прието.

## Издирване
Полицейски екипи от окръзите  Бют и Юба почват да търсят мъжете по пътя, по който са тръгнали, за да отидат до Чико. Те не откриват следи от тях, но на 27 февруари лесничей от национална гора Плумас се обажда в полицията, за да съобщи, че е забелязал колата на групата, спряна на пътя между Куинси и Оровил още на 25 февруари. Отначало не обръща голямо внимание на находката си, защото мнозина жители често се изкачват по този път в Сиера Невада през зимните уикенди, за да правят преходи със ски. След като обаче прочита бюлетина за изчезнали хора, той разпознава описания в него автомобил, което го подтиква към незабавно действие.
Мястото, където е открито возилото, е изключително странно – на 112 км от Чико и много далеч от всякакви преки пътища към градовете, в които живеят мъжете. Те изминават с него продължително разстояние в планините по усамотен и криволичещ горски път, който от една точка нататък дори не е асфалтиран. Достигайки 1300 м надморска височина, приблизително дотам, докъдето е снежната линия по това време на годината и малко преди мястото, на което пътят се затваря за зимния сезон, автомобилът затъва в сняг с дълбочина около 25 см. 
При пристигането си разследващите забелязват следи от въртене на гуми, показващи, че шофьорът прави опит да излезе от него. По тяхно мнение снежната покривка не е много дълбока и петима физически здрави млади мъже лесно биха могли да избутат колата оттам. Понеже ключовете от нея липсват, първоначалното предположение е, че е изоставена от пътуващите заради вероятна повреда; но когато полицаите опитват да запалят двигателя, като ползват жиците, той стартира веднага. Установено е също, че резервоарът е пълен на една четвърт от вместимостта си. Намерените във возилото доказателства (празните опаковки от храните и напитките, купени от супермаркета, както и програми за баскетболния мач)  показват, че мъжете са били в него между момента, в който са видени за последно, и времето на изоставянето му. На предната седалка има спортен вестник и пътна карта на Калифорния; няколко карти на съседни на Юба Сити градове са открити и в жабката.
Никой от роднините на изчезналите не е в състояние да си обясни защо може да се озоват толкова дълбоко в планините през нощта, и то без да имат допълнителни дрехи. С изключение на Матиас, който от време на време прекарва по цяла нощ с приятели, мъжете водят подреден живот и не правят внезапни резки промени в графика си. Според родителите на Мадруга, той не харесва студа и не изпитва желание да ходи в планините. Бащата на Стърлинг споделя, че веднъж го води през уикенда за риба във вилата на семейството, която е недалеч от мястото, където е намерена колата. Обаче по-младият мъж не изпитва удовлетворение и предпочита да си остане вкъщи при следващите случаи, когато баща му ходи там.
След като колата е откарана на буксир до полицейското управление за по-подробен преглед, мистерията се задълбочава. Става ясно, че нито по шасито, нито по нисковисящия ауспух няма вдлъбнатини или пръски от кал, въпреки изминатото дълго разстояние по черен път с много неравности, коловози и дупки. Това говори за факта, че шофьорът или има изключително добри познания за пътя – каквито не е известно Мадруга да притежава, – или кара извънредно внимателно. Вероятността някой друг да е шофирал колата му е изключена, защото семейството му казва, че той не позволява на чужди хора да сядат зад волана ѝ. При намирането ѝ тя е отключена, а прозорецът на шофьорската врата е свален наполовина, като според роднините на Мадруга, за него не е характерно да я оставя така необезопасена.
Опитите да бъде претърсена околността са осуетени от разразила се същия ден силна снежна буря. Два дни по-късно, след като търсачи със снегоутъпкващи машини замалко сами не се изгубват, по-нататъшните опити за издирване са прекратени поради продължаващото лошо време. Колата остава единствената открита следа от групата.
В следващите дни и седмици има множество сигнали от хора, твърдящи, че са забелязали мъжете на различни места из щата или останалата част от страната. Семействата им обявяват награда за получена информация за тях, първоначално 1000, после 2600 и накрая 5000 долара. Въпреки това, повечето такива съобщения лесно биват опровергавани и не се намира някой, за който да се докаже, че наистина е виждал групата.
Единственото по-сериозно съобщение е направено от мъж на име Джоузеф Шонс. Той твърди, че в деня, в който петимата мъже изчезват, той шофира колата си, марка „Фолксваген“, из района. След като около 18 часа засяда в снега на около петдесет метра от мястото, където по-късно е открито возилото на мъжете, той се опитва да го изкара оттам, но не успява, защото усеща силни болки в гърдите и разбира, че това са симптоми на сърдечен удар. Той се прибира в колата си и я оставя с включен двигател, за да се грее за през нощта. Пет-шест часа по-късно измъчваният от болки Шонс дочува някакво свистене, идващо иззад колата му. Решавайки, че наблизо има някой, той натиска клаксона и започва да вика, за да привлече внимание, но никой не се появява. Тогава излиза от колата си и забелязва светлина от автомобилни фарове, идваща иззад завой на пътя. След като преодолява с труд известно разстояние, той „вижда като в сън“ група хора в далечината. Шонс отново извиква, но тогава фаровете угасват и свирещият звук спира. Разочарован, той се връща във возилото си. Около четири часа сутринта, след като болките му поутихват, той решава да слезе пеш надолу по пътя до близка планинска хижа, за да се обади за помощ. Излизайки от колата си, той забелязва, че фаровете иззад завоя пак светят и приближавайки се към мястото, установява, че там е спряла кола от марката „Мъркюри Монтего“, която е незаключена. Наоколо няма никого, така че Шонс обмисля да влезе вътре, за да се подслони, но в крайна сметка решава да не го прави, а да продължи към хижата.
Достоверността на този разказ обаче е подложена на съмнение, понеже, след като полицията събира информация за Шонс, се оказва, че той е известен сред съседите си като лъжец, който има навика да си съчинява истории. Освен това те разказват, че обича да се преструва на болен от сърце, за да предизвиква съчувствие у хората и да иска помощ от тях. Предвид това, както и факта, че той нееднократно е съден за шофиране в нетрезво състояние, полицията решава да разпита и жената на Шонс, а също и персонала на хижата, където той отива за помощ сутринта на 25 февруари.
Собственичката на хижата потвърджава, че Шонс пие бира в бара там в късния следобед на 24 февруари, след което тръгва около 18 часа. Около 9 часа на другата сутрин той отново влиза и поисква вода и две болкоуспокояващи таблетки, преди да седне на бара и да каже: „Трябваше да го направя преди две години“. Сетне той моли някой от другите посетители да го откара до дома му и един от тях се съгласява. Никой, видял Шонс през този ден, не помни той да споменава за сърдечен удар, но казват, че изглежда уморен, а някои казват, че се оплаква от болка в гърдите.
Пред полицията жената на Шонс казва, че когато се прибира следобед на 25 февруари, намира мъжа си в леглото. Той ѝ разказва, че шофира из планините, за да види докъде е снежната линия. След получаването на пристъпа, докато седи в колата, той вижда, че някакви хора идват до нея и светят вътре с фенерчета. Той размахва ръце и вика за помощ, но непознатите не отговарят и си тръгват. После излиза от колата си, изминава известно разстояние надолу по пътя и вижда едно мъркюри монтего, заедно с друго возило, паркирало зад него, което му заприличва на червен пикап. До първия автомобил стоят двама души, а още толкова са във втория. Трудно е обаче да бъдат разпознати заради твърде ярката светлина от фаровете на пикапа. След като разказва историята си, Шонс продължава да лежи в леглото до вечерта; състоянието му не се подобрява и съпругата му го откарва в болница, където той лежи няколко дни.
След като научават за тази версия и особено за пикапа, който не е споменат по-рано, полицаите пак разпитват Шонс. Той добавя към реда на събитията, че всички хора се качват в пикапа и потеглят. По-късно той твърди, че не помни да е казвал на жена си за наличието на пикап и разказва на полицията за него само защото тя споменава, че той ѝ е казал така. По негови думи, пикапът може да е халюцинация.
Понеже колата на Шонс е още в планината, жена му, заедно с един техен съсед, отива да я огледа. Пред полицията тя споделя, че той е паркиран на пътя, а на разстояние 6 – 9 м зад него е спрян автомобил „Мъркюри Монтего“. Двамата изравят фолксвагена от снега, но когато тя опитва да го запали, установява, че двигателят е паднал, а бензинът е свършил. На следващия ден, 26 февруари, се връща с друг съсед и туба бензин и този път успява да откара колата до вкъщи.
През март 1978 г. Шонс дава няколко интервюта за местни вестници, в които добавя още детайли към историята си. В едно от тях казва, че се качва в изоставения автомобил; в друго, че само си помисля да направи това. В трето интервю споделя, че се е намирал в района, за да нагледа лятната си вила (каквато той не е имал), а на друго място – за да намери подходящо място за излет с жена си и дъщеря си. Полицията, невярваща напълно на показанията му, опитва да го подложи на детектор на лъжата или на хипноза, но той всеки път представя свидетелство от лекар, че такива действия са прекалено опасни за пациента, който може да се изнерви прекалено много и да получи нов сърдечен удар.

## Откриване на телата
Тъй като от намерените доказателства не може да се направи ясно заключение какво се случва в нощта на изчезването на мъжете, техните семейства и полицията не изключват възможността да са жертва на престъпление. Последвалото откриване на телата на четирима от тях изглежда не потвърждава тази теория, но наред с това поражда още въпроси.
На 4 юни 1978 г., след като по-голямата част от снега в планината се стопява, група от трима мотоциклетисти (16-годишният Роджър Кох и баща му с един свой приятел) прави преход от Оровил до Куинси през Националната гора Плумас. Тъй като се оказва, че пътят им е блокиран заради паднали дървета, те се връщат обратно и спират при площадка за къмпинг „Даниъл Зинк“ (на около 19,5 км от мястото, където е открита колата на петимата изчезнали мъже) край пътя, където има карта на околната местност. Докато двамата възрастни я разглеждат, за да видят накъде да продължат, Роджър усеща неприятна миризма във въздуха. Искайки да разбере откъде идва, той я последва на известно разстояние до два фургона на горските служби. Когато се приближава към тях, вижда, че единият от тях е със счупен прозорец и осъзнава, че миризмата идва оттам. Надничайки през през него във вътрешността на помещението, той вижда тяло в почти мумифицирано състояние. След като известява спътниците си за откритието, всички се качват на мотоциклетите си и отиват до ресторант, откъдето се обаждат на полицията.
Полицейските сили пристигат на следващия ден и започват претърсване на района. При влизането си във фургона с откритото тяло, те установяват, че то е на Уайър, тъй като е облечено със същите дрехи както в деня на изчезването му – велурена риза и тънки панталони, макар обувките му да не са открити никъде. (По-късно самоличността му е потвърдена и от съдебния лекар.) Трупът e увит до брадичката в осем чаршафа, а ръцете му са кръстосани на гърдите. След като покривалото е отстранено, се вижда, че краката му са силно измръзнали, почти гангренясали. На масичка до леглото са личните вещи на Уайър, в това число портфейл с пари, никелов пръстен с името „Тед“, гравирано върху него, и златна верижка. До тях има златен ръчен часовник без стъкло, за който роднините на изчезналите казват, че не принадлежи на никой от мъжете, както и частично стопена свещ.
Според медицинския доклад Уайър почива от белодробен оток, причинен от продължително излагане на студ. Той губи половината от теглото си от 91 кг, а по дължината на поникналата му брада се смята, че може да е живял между четири и десет седмици след изчезването си. За следователите остава озадачаващо защо е застигнат от такава съдба, тъй като фургонът разполага с камина, а в него има голямо количество кибрит, както и книги с тънки корици и карти за игра, които могат да послужат за разпалки. Дебелите лесничейски дрехи, с които мъжете могат да се стоплят, също не са използвани. Над тридесет консерви с готови за консумация ястия, взети от барака до фургона, използвана за склад, са отворени, а съдържанието им – изядено. В същото време обаче незаключен шкаф в същата постройка, в който има още по-голямо разнообразие от дехидратирани храни, достатъчни при нужда да изхранват петима мъже в продължение на година, дори не е отворен. Не личи да е влизано и в друга барака, където има резервоар с газ; ако вентилът му бъде отворен, това може да включи отоплителната система на фургона.
Предполага се също така, че Уайър не е бил сам във фургона, а заедно с него е бил поне и Матиас. Доказателство за това са маратонките му, оставени там, както и фактът, че поне една от консервите е отворена с модел отварачка, използвана в армията, каквато само Матиас и Мадруга, като бивши военнослужещи, вероятно знаят как да използват. Възможно е краката на Матиас да са подути от измръзване и той да решава да смени маратонките си с по-големите и по-здрави обувки на Уайър, за да излезе и потърси помощ. Освен това Уайър, изпитващ силни болки заради гангренясалите си крака, трудно ще се увие сам в чаршафите, а вероятно някой друг го увива в тях след смъртта му.
На следващия ден, 5 юни, при оглед на пътя между фургона и мястото, където е бил изоставен автомобилът, са намерени останки, идентифицирани по-късно като тези на Мадруга и Стърлинг. Те се намират от противоположните страни на пътя, на около 7 км от фургона, като тялото на първия е частично изядено от диви животни, а от другого са останали само кости, разпръснати в малък район. В един от джобовете на Мадруга са намерени и ключовете от колата му. Аутопсиите показват, че и двамата са загинали от хипотермия. Според мнението на полицията, някой от двамата вероятно се поддава на желанието за сън, характерно за крайните етапи на хипотермията, а другият, понеже не иска да го изостави, остава при него и също загива.
На 7 юни бащата на Хюeт, помагащ на друга група издирващи, открива якето на сина си под един храст в гората, на 3,2 км от фургона. Когато го повдига, отвътре изпада част от гръбнак. Наблизо са също обувките и джинсите на Хюет, а на следващия ден, на разстояние около 90 м оттам един помощник-шериф намира череп, който е определен по зъбите, че е на Хюет. Според полицията той може също да пребивава във фургона, заедно с Матиас и Уайър; не е изключено, след като Матиас тръгва, а Уайър умира, уплашен, че остава сам с тялото на приятеля си, младият мъж да напуска убежището.
Остава неоткрито единствено тялото на Матиас. След още две седмици и минимален прогрес по случая, разследващите прекратяват издирването на 19 юни 1978 г., оставяйки семейството му без желаните отговори.

## Теории
Някои от роднините на изчезналите допускат, че Матиас, който има шизофрения, изпада в момент на умопомрачение, като убеждава спътниците си, че някой ги преследва, и бягайки от него, те се озовават високо в планините. Това предположение обаче не се потвърждава от никакви данни, дори напротив; през последните повече от две години, в които Матиас се лекува, той не изпада в подобни състояния, а всички свидетелства сочат, че най-редовно приема лекарствата си. В началото също се предполага, че, тъй като има приятели в градчето Форбстаун, той кара групата да минат оттам на връщане от мача, за да ги види. Само че бързо се оказва, че тези хора не са негови приятели, а по-скоро познати и че дори не са се чували с него от повече от година.
Според хора, живеещи в района, е твърде малко вероятно мъжете да се озоват погрешка на мястото, където е намерен автомобилът им, тъй като шосето, по което се движат, е право и минава през равен терен; нужно е да се направи завой на почти 90 градуса за включване във водещия към планините път. Той, от своя страна, минава покрай езеро и през два моста, и това, заедно с увеличаващата се надморска височина, ще даде ясен сигнал на всеки, че пътува в грешна посока. Има и теория, непотвърдена с конкретни данни, че е възможно някое външно лице, желаещо да си направи лоша шега с петимата, да ги принуди или подмами с някакво обещание да се качат в планините, което в последствие води до фаталния им край.
В деня преди изчезването на групата снегоутъпкваща машина на горските служби минава по пътя, за да почисти снега от покривите на фургоните, за да не пропаднат под тежестта му. Според полицията е възможно, след като колата засяда, мъжете да решат да тръгнат по оставените следи, сред преспи, достигащи между 1,20 – 1,80 м, смятайки, че не след дълго ще стигнат до подслон или ще намерят помощ.